# Маяк острова Мэри
Маяк острова Мэри (англ. Mary Island Light) — маяк, расположенный на небольшом острове Мэри зоне переписи населения Принс-оф-Уэльс — Хайдер, Аляска, США. Открыт в 1903 году. Был автоматизирован в 1969 году. 4-й по высоте маяк штата.

## История
Через узкие проливы между островами на юго-востоке штата Аляска проходил путь из Скагуэя до крупных городов тихоокеанского побережья США, по которому доставлялось добытое золото во время золотой лихорадки на Клондайке. Сильные течения, туманы, дожди и скалистое побережье делали навигацию в этом районе сложной, потому правительство США выделило в 1900 году 100 000$ на строительство маяков в этом районе. Выделенных средств хватило только на 2 маяка: маяк островов Файв-Фингер и маяк острова Сентинел. Этих двух маяков было недостаточно, чтобы обеспечить безопасное судоходство в районе, потому было решено построить дополнительные маяки.
Сооружение маяка на острове Мэри, расположенном в районе оживленного судоходства, началось в мае 1902 года. Первоначальное здание представляло собой собой восьмиугольное деревянное строение с наклонной крышей, в центре которого располагалась восьмиугольная башня, где была расположена линза Френеля (одинаковый проект с маяком Три Пойнт). Маяк был открыт 15 июля 1903 года. После 30 лет службы в условиях частых дождей, туманов и морского климата, деревянное здание сильно износилось, и ему потребовалась замена. Строить Новое здание из бетона начали строить в 1936 году, закончили — в 1937 году, стоимость строительства составила 54 792$. Точная дата повторного открытия неизвестна. Маяк был автоматизирован Береговой охраной США в 1969 году.
Оригинальные линзы Френеля, использовавшиеся в маяке, хранятся в музее города Джуно.
В 2005 году маяк был включен в Национальный реестр исторических мест, где описан как «исторический район, включающий одно здание и один объект».

## Архитектура
Здание 1937 года выполнено в стиле ар-деко, представляет собой квадратную башню, примыкающую к прямоугольному жилому строению.

## Фотографии

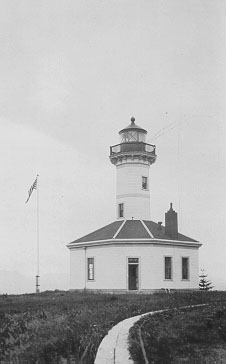
Оригинальное здание 1903 года постройки